# فرودگاه بیلتین
فرودگاه بیلتین (به انگلیسی: Biltine Airport) یک فرودگاه همگانی است . این فرودگاه در کشور چاد قرار دارد .